# 新北市立新莊棒球場
新北市立新莊棒球場，又稱新莊體育場棒球場，位於台灣新北市新莊區新北市新莊體育園區內，簡稱新莊棒球場，於1997年落成，是新北市最重要的棒球場。富邦集團旗下的富邦育樂自2017年起已取得10年經營權，做為中華職棒大聯盟富邦悍將的主場。

## 球場歷史
本球場於1997年落成，是新北市第一座可做為職棒比賽的棒球場。
新莊棒球場落成初期整個球場的觀眾席數只有七千五百席，因此當時的臺北縣政府在2003年10月5日完成外野座席的整建工程，將整個新莊棒球場的座席數提高到一萬席，而擴建工程同時包括了大螢幕的安裝，成為當時臺灣第三個擁有大螢幕的棒球場。2005年時臺北縣政府在內野看台上擴建三樓看台，進一步地將觀眾席數擴大到一萬兩千五百席，但三樓看台因太過向前且高度不足，會影響後方球迷的視野而遭人詬病。另外像2013年世界棒球經典賽資格賽、2017年台北世大運的棒球項目等國際賽也都於新莊棒球場舉行。
2017年7月時富邦育樂成功獲得新莊棒球場的委外經營權，至2027年為止。富邦悍將領隊蔡承儒表示新莊棒球場將成為富邦悍將未來的主場，且隔年60場主場賽事將全數安排在新莊棒球場。2018年初蔡承儒向外表示將實行「全富武莊」，也就是內野全主場。同時球場內也陸續增加LED電子計分板、內野環狀屏LED、用餐區、從日本引進的隱形護網等設施等。一、三壘側熱區座椅也將全數更新為有杯架的座椅，內野部分座位改建成餐桌椅（滿悍區），故觀眾席數降為12150席。內野也將架設許多即時轉播的電視，廁所全數翻新，美食街也會設計成有百貨公司櫃位的感覺。此外也將興建室內牛棚、室內打擊區和球員餐廳，休息室也將重新擴建裝潢，內外野草皮和紅土也會全部重新種植和翻新，看台兩側啦啦隊舞台的部分更會重新布置改裝成更貼近球迷。共砸超過1億元進行球場設備整修，展現了富邦悍將將把新莊棒球場變成悍將們的「城堡」的決心。

## 重要日期
- 職棒首戰：1997年10月19日（總冠軍賽）、1998年3月1日（例行賽）
- 明星賽：1998年、1999年、2001年、2004年、2006年、2012年、2016年、2019年
- 季後賽：2007年、2018年
- 總冠軍賽：1997年、1998年、1999年、2001年、2002年、2004年、2006年、2008年、2009年、2010年、2013年、2014年、2015年

## 週邊設施
- 新莊國民運動中心
- 新莊體育館
- 新莊田徑場
- 新泰游泳池

## 交通資訊

### 公車
- 新莊棒球場站：299、299區間車（三重客運、大都會客運）、99、藍18（首都客運、台北客運）、805（台北客運、三重客運）、616、820（中興巴士），下車後即可見到球場。
- 新泰國中南站：615、783、786、859、1209（三重客運）、618（首都客運）、845（首都客運、台北客運），下車後直行新泰路至復興路口左轉（由泰山、林口撘車者）、右轉（由台北市區、板橋搭車者）、即可抵達（路程約五分鐘）。
- 新莊體育館一站：257（大有巴士），下車後左轉公園路直行至新莊國民運動中心右轉（由台北市區搭車者）。
- 捷運新莊站：111*、513、635、635副線、636、637、638、639、810（三重客運）235、663、802、885、藍2（首都客運）797、799、800、801（指南客運）、1803（國光客運）9102（三重客運、桃園客運），下車後於不遠處穿越斑馬線於新莊區公所旁建興街進入直行（由新莊、樹林、迴龍、龜山搭車者）、於建興街右轉（由台北市區、三重搭車者），至公園路口再左轉，也可穿越運動公園或新莊國民運動中心進入球場（路程約十分鐘）。

＊註：111新莊←→陽明山線屬觀光公車，適逢假日開車。

### 接駁車
北捷板南線之新埔站至新莊棒球場

### 台北捷運
- 由 板南線新埔站下車，由五號出口出站後，可搭乘藍18, 99，805，並在例行賽時有免費棒球專車直達棒球場。
- 由 中和新蘆線新莊站下車，由一號出口出站後，延中華路一段直行4分後，左轉公園路5分，右轉和興街1分即可抵達。

### 自行開車
- 中山高速公路五股交流道，取新五路接中環路直行，至新泰路左轉，或由北二高土城交流道接台65線至新莊中正路匝道下接中環路，於新泰路右轉，至復興路一段左轉後即可抵達。

## 圖片集

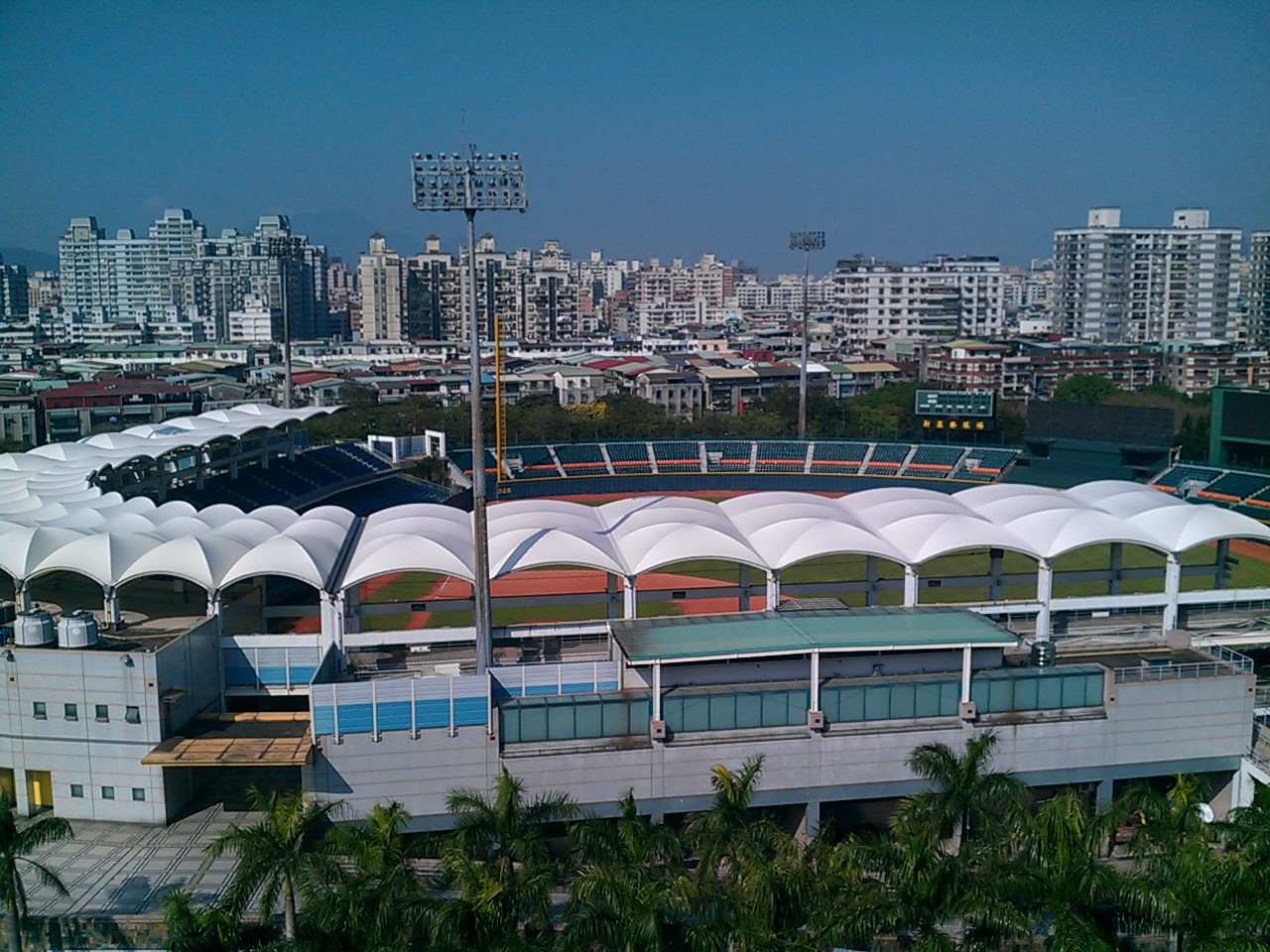
從運動中心望向
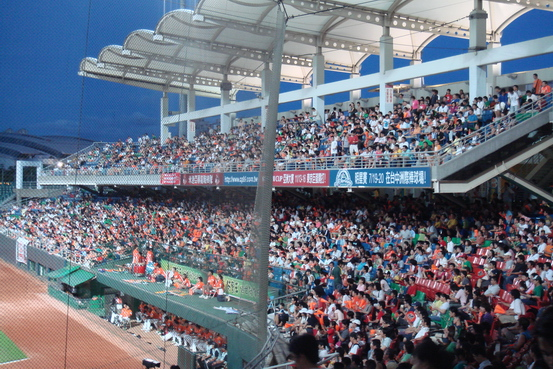
內野看台
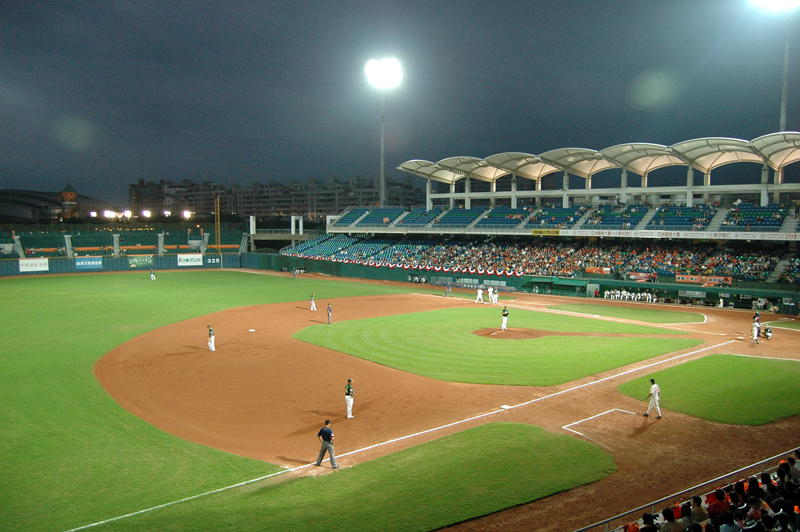
內野看台
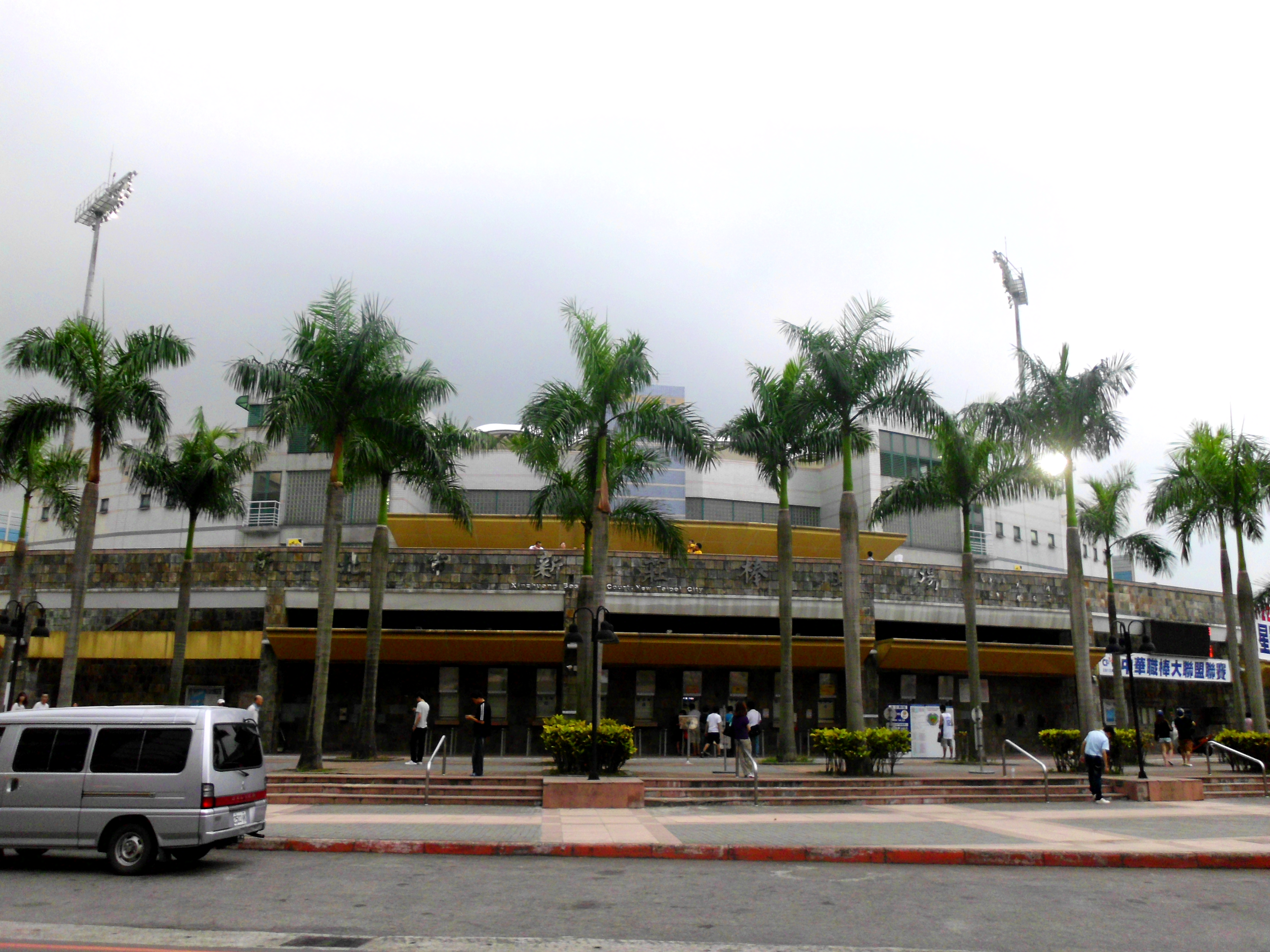
大門

## 外部連結
- 台灣棒球維基館—新莊棒球場 （页面存档备份，存于）
- 新北市政府體育處—新莊棒球場 （页面存档备份，存于）
- 新莊棒球場 （页面存档备份，存于）
- 中華職棒大聯盟全球資訊網-新北市立新莊棒球場 （页面存档备份，存于）